# Marguerite De La Motte
Marguerite De La Motte (Duluth, 22 giugno 1902 – San Francisco, 10 marzo 1950) è stata un'attrice statunitense.

## Biografia
Nata nel Minnesota, a Duluth, nel 1902, esordì sedicenne nel film Il cavaliere dell'Arizona, dove recitava a fianco di Douglas Fairbanks. Aveva cominciato la carriera artistica studiando balletto con Anna Pavlova, per approdare, nel 1919, nel teatro di Sid Grauman come prima ballerina. Nel 1918, persi in un incidente d'auto entrambi i genitori, lei e sua sorella furono prese sotto tutela dal produttore cinematografico J.L. Frothingham.
Negli anni venti, la giovane attrice apparve in numerosi film, diventando uno dei volti più noti del cinema muto. Amica di Fairbanks e di Mary Pickford, fu partner del popolare Doug in Il segno di Zorro e ne I tre moschettieri di Fred Niblo e, poi in La maschera di ferro (1929) di Allan Dwan. Tra gli altri attori con cui recitò, vanno ricordati Bela Lugosi, Milton Sills, Conrad Nagel, Owen Moore, Lon Chaney, John Gilbert e Noah Beery.
La sua carriera, però, declinò rapidamente all'avvento del sonoro. Ridotta a parti di contorno o addirittura, di comparsa, continuò a recitare fino al 1942, quando comparve nel suo ultimo film, Overland Mail, un western dell'Universal con protagonista Lon Chaney Jr..

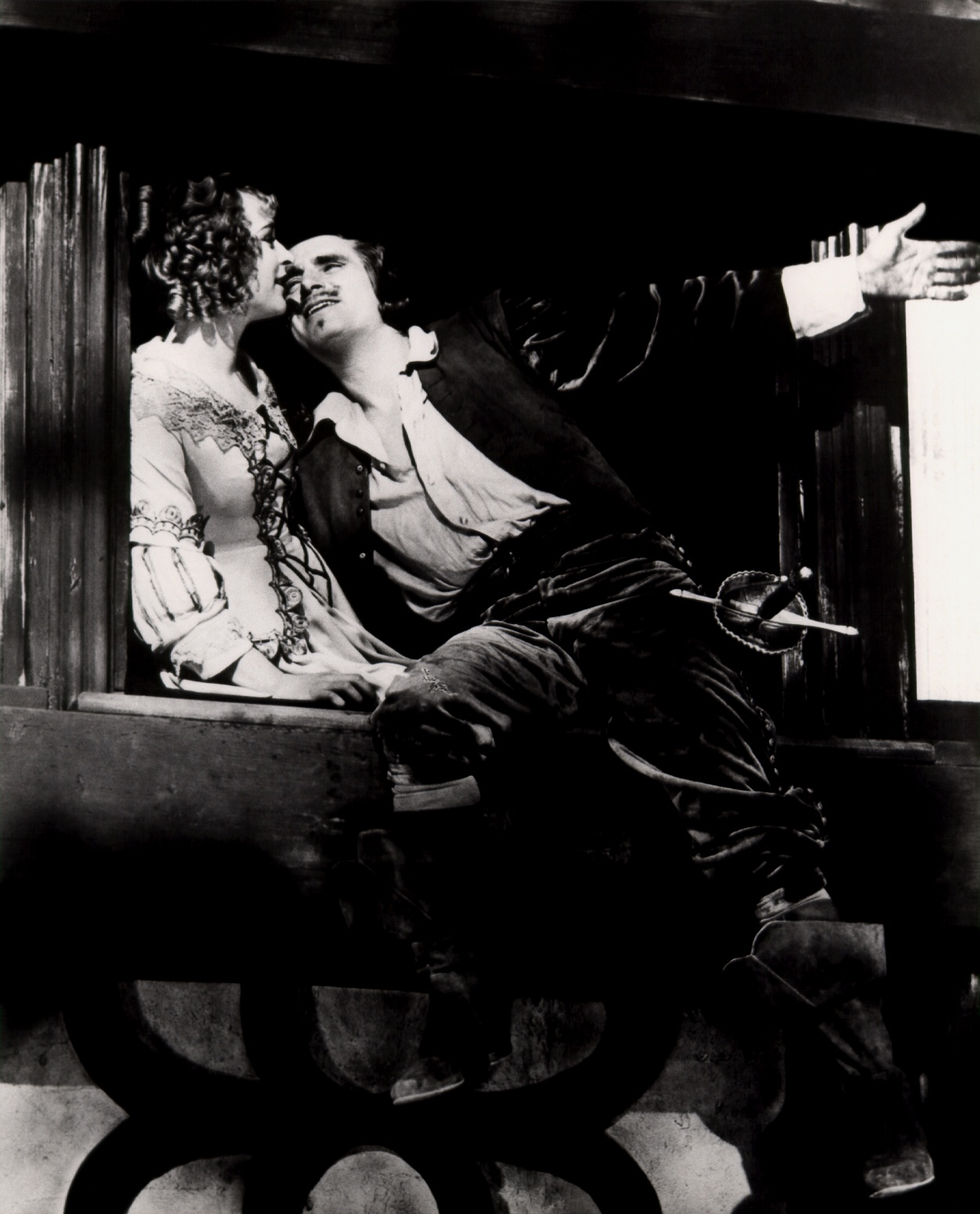
Marguerite De La Motte e Douglas Fairbanks nel film La maschera di ferro (1929)

### Vita privata
De La Motte si sposò due volte. La prima, nel 1924 con l'attore John Bowers, uno degli idoli dello schermo con cui girò diversi film. Il matrimonio non durò a lungo e i due si separarono. Bowers, che non riusciva più a trovare lavoro, nel 1936 si suicidò. Marguerite sposò in seguito il procuratore Sidney H. Rivkin, ma i due divorziarono dopo quattro anni dalle nozze.
L'attrice era cugina di Clete Roberts (1912-1984), un noto giornalista e corrispondente di guerra che appare anche in un paio di episodi della serie tv M.A.S.H..

### Ultimi anni e morte
Dopo aver abbandonato il cinema, Marguerite De La Motte lavorò come ispettrice in un impianto militare durante la seconda guerra mondiale. Più tardi, si trasferì a San Francisco, dove lavorò in un ufficio della Croce Rossa.
Morì a San Francisco il 10 marzo 1950, a 47 anni, per una trombosi cerebrale.

## Premi e riconoscimenti
Per il suo contributo all'industria cinematografica, le venne assegnata una stella dell'Hollywood Walk of Fame al 6902 di Hollywood Blvd.

## Filmografia
La filmografia è completa
- Il cavaliere dell'Arizona (Arizona), regia di Douglas Fairbanks e Albert Parker (non accreditato) (1918)
- Josselyn's Wife, regia di Howard C. Hickman (1919)
- A Sagebrush Hamlet, regia di Joseph Franz (1919)
- The Pagan God, regia di Park Frame (1919)
- For a Woman's Honor, regia di Park Frame (1919)
- Dangerous Waters, regia di Parke Frame e Joseph Franz (come J.J. Franz) (1919)
- In Wrong, regia di James Kirkwood (1919)
- The Sagebrusher, regia di Edward Sloman (1920)
- The Hope, regia di Herbert Blaché (1920)
- Trumpet Island, regia di Tom Terriss (1920)
- Il segno di Zorro (The Mark Of Zorro), regia di Fred Niblo (1920)
- The U.P. Trail, regia di Jack Conway (1920)
- The Broken Gate, regia di Paul Scardon (1920)
- Come presi moglie (The Nut), regia di Theodore Reed (1921)
- The Ten Dollar Raise, regia di Edward Sloman (1921)
- I tre moschettieri (The Three Musketeers), regia di Fred Niblo (1921)
- Shattered Idols, regia di Edward Sloman (1922)
- Fools of Fortune, regia di Louis Chaudet (1922)
- L'asiatico (Shadows), regia di Tom Forman (1922)
- The Jilt, regia di Irving Cummings (1922)
- The Famous Mrs. Fair, regia di Fred Niblo (1923)
- What a Wife Learned, regia di John Griffith Wray (1923)
- Scars of Jealousy, regia di Lambert Hillyer (1923)
- Just Like a Woman, regia di Scott R. Beal e Hugh McClung (1923)
- A Man of Action, regia di James W. Horne (1923)
- Wandering Daughters, regia di James Young (1923)
- Desire, regia di Rowland V. Lee (1923)
- Riccardo Cuor di Leone (Richard the Lion-Hearted), regia di Chester Withey (1923)
- When a Man's a Man, regia di Edward F. Cline (1924)
- Behold This Woman, regia di J. Stuart Blackton (1922)
- The Clean Heart, regia di J. Stuart Blackton (1922)
- Gerald Cranston's Lady, regia di Emmett J. Flynn (1922)
- The Beloved Brute, regia di J. Stuart Blackton (1922)
- East of Broadway, regia di William K. Howard (1922)
- Those Who Dare, regia di John B. O'Brien (1922)
- In Love with Love, regia di Rowland V. Lee (1922)
- Costa meno a prender moglie (Cheaper to Marry), regia di Robert Z. Leonard (1925)
- Flattery, regia di Tom Forman (1925)
- Daughters Who Pay, regia di George Terwilliger (1925)
- The Girl Who Wouldn't Work, regia di Marcel De Sano (1925)
- Off the Highway, regia di Tom Forman (1925)
- Children of the Whirlwind, regia di Whitman Bennett (1925)
- The People vs. Nancy Preston, regia di Tom Forman (1925)
- Hearts and Fists, regia di Lloyd Ingraham (1926)
- Quinta Strada (Fifth Avenue), regia di Robert G. Vignola (1926)
- Red Dice, regia di William K. Howard (1926)
- The Unknown Soldier, regia di Renaud Hoffman (1926)
- Meet the Prince, regia di Joseph Henabery (1926)
- Valanga di bisonti (The Last Frontier), regia di George B. Seitz (1926)
- Pals in Paradise, regia di George B. Seitz (1926)
- The Final Extra, regia di James P. Hogan (1927)
- Held by the Law, regia di Ernst Laemmle (1927)
- The Kid Sister, regia di Ralph Graves (1927)
- Ragtime, regia di Scott Pembroke (1927)
- Broadway Madness, regia di Burton L. King (1927)
- La maschera di ferro (The Iron Mask), regia di Allan Dwan (1929)
- Montmartre Rose, regia di Frederick Hiatt e Bernard McEveety (1929)
- La fattoria dei fantasmi (Shadow Ranch), regia di Louis King (1930)
- A Woman's Man, regia di Edward Ludwig (1934)
- Reg'lar Fellers, regia di Arthur Dreifuss (1941)
- The Man Who Returned to Life, regia di Lew Landers (1942)
- Overland Mail, regia di Ford Beebe e John Rawlins (1942)